# Amara (Ialomița)
Amara ist eine Kleinstadt im Kreis Ialomița im Südosten Rumäniens.

## Lage
Amara liegt in der Bărăgan-Steppe, einem Teil der Walachischen Tiefebene, am Nordwestufer des gleichnamigen Steppensees (Lacul Amara) an der Nationalstraße 2C. Die Kreishauptstadt Slobozia befindet sich etwa 8 km südöstlich von Amara entfernt.

## Geschichte
Die Region um den Amara-See wurde zur Zeit des walachischen Fürsten Matei Basarab erstmals urkundlich erwähnt. Damals wurden die Ländereien dem Kloster in Slobozia geschenkt. Sie gelangten 1864 durch die Säkularisation des Klosterbesitzes an den rumänischen Staat. 1887 erfolgten erste chemische Analysen des Amara-Sees. Daraufhin entwickelte sich am See eine Siedlung als Kurort. Ein Teil der Kuranlagen wurde im Ersten Weltkrieg zerstört. Nach dem Zweiten Weltkrieg wurde der Kurbetrieb intensiviert und auf das ganze Jahr ausgedehnt. 2004 wurde Amara zur Stadt erklärt.
Der Amara-See enthält Schwefel, Salz, Magnesium sowie geringere Mengen Jod und Brom. Sein Wasser und sein Faulschlamm werden zur Behandlung von Rheumaleiden, Erkrankungen des peripheren Nervensystems, gynäkologischer und dermatologischer Krankheiten eingesetzt. Seit Mai 2022 ist der See ausgetrocknet.
Außer dem Tourismus sind Landwirtschaft und Handel von wirtschaftlicher Bedeutung.

## Bevölkerung
1930 lebten auf dem Gebiet der heutigen Stadt etwa 2600 Personen. Bei der Volkszählung 2002 wohnten in Amara 7627 Einwohner, darunter 7578 Rumänen, 25 Roma und 10 Ungarn.

## Verkehr
Amara hat keinen Bahnanschluss. Es bestehen regelmäßige Busverbindungen nach Slobozia.

## Sehenswürdigkeiten
- Amara-See

## Persönlichkeiten
- Tudorița Chidu (* 1967), Mittelstreckenläuferin